# منيف دوشي
منيف دوشي (مواليد 23 يناير 1997) هو لاعب كرة قدم سعودي يلعب حالياً في نادي النجمة.

## مسيرة اللاعب
لعب في نادي حطين ونادي هجر ونادي العين ونادي النجمة و لعب سابقاً في منتخب السعودية تحت 23 سنة .